# Zaborze (Busko)
Pour les articles homonymes, voir Zaborze.
Zaborze est une localité polonaise de la gmina de Stopnica, située dans le powiat de Busko en voïvodie de Sainte-Croix.